# Malé Hradisko
Malé Hradisko är en ort i Tjeckien.   Den ligger i regionen Olomouc, i den östra delen av landet, 190 km öster om huvudstaden Prag. Malé Hradisko ligger 576 meter över havet och antalet invånare är 403.
Terrängen runt Malé Hradisko är platt åt sydväst, men åt nordost är den kuperad. Terrängen runt Malé Hradisko sluttar österut.  Trakten runt Malé Hradisko är nära nog obefolkad, med mindre än två invånare per kvadratkilometer. Närmaste större samhälle är Prostějov, 17,1 km öster om Malé Hradisko. I omgivningarna runt Malé Hradisko växer i huvudsak blandskog.